# Square Paul-Grimault
Le square Paul-Grimault, anciennement square de la Fontaine-à-Mulard, est un espace vert du 13e arrondissement de Paris.

## Situation et accès
Le square est situé à proximité de l'ancienne gare de la Glacière-Gentilly au croisement des rues Bobillot et de la Fontaine-à-Mulard.
Le square Paul-Grimault est notamment accessible en transports en commun par la ligne 3a du tramway d'Île-de-France à l'arrêt Stade Charléty (via la rue Cacheux).

## Origine du nom
Il rend honneur au dessinateur Paul Grimault (1905-1994), auteur de plusieurs films d'animation et habitant du quartier.

## Historique
Créé en 1942, sous le nom de « square de la Fontaine-à-Mulard » car il évoquait la « fontaine à Mulard » qui était située à l'extrémité de la rue de la Fontaine-à-Mulard, au niveau de la place de Rungis, il est renommé « square Paul-Grimault » en janvier 2001.

## Équipements
D'une surface de 3 705 m2, le square est composé d'un plateau sablé entouré d'un mail de tilleuls et agrémenté d'une aire de jeux pour enfants à sol amortissant et de deux tables de ping-pong en ciment. Des buissons de lagerstroemias séparent les différents espaces. Le square est équipé de sanitaires publics et offre un accès internet par Wi-Fi grâce au programme de la mairie de Paris.

## Sources
- Fiche sur Paul Grimault du Forum des images